# Embargo auricular
Em direito processual, o Embargo Auricular , comumente conhecido como "despachar com o juiz", é a ferramenta processual por meio da qual o advogado tem o direito de se reunir pessoalmente com o magistrado para dirimir questões relativas a um processo em específico. Suas duas principais caraterísticas são a informalidade, ou seja, não são registrados nos autos e não possuem procedimentos pré-fixados, e a privacidade, ou seja, são realizados no gabinete do juiz e a portas fechadas.
O direito ao embargo auricular está positivado no inciso VIII do artigo 7º do Estatuto da Advocacia (Lei nº 8.906/94), segundo o qual é direito do advogado "dirigir-se diretamente aos magistrados nas salas e gabinetes de trabalho, independentemente de horário previamente marcado ou outra condição". O direito dos advogados é também um dever do magistrado, segundo a Lei Orgânica da Magistratura.

## Controvérsias
A prática de "despachar com o juiz" é criticada por alguns juristas, especialmente por estas reuniões não constarem em pauta e pela não exigência de que o advogado da outra parte esteja presente na reunião, o que daria uma oportunidade a mais para um dos lados convencer o julgador, desequilibrando as armas processuais. 
Por sua informalidade, os embargos auriculares são considerados por alguns juristas uma maneira de incluir o Jeitinho brasileiro no rito processual.
Atualmente, o Supremo Tribunal Federal possui em trâmite a Ação Direta de Inconstitucionalidade 4330, que, em síntese, pleiteia a necessidade de agendamento prévio e comunicação à parte contrária para as reuniões entre advogados e magistrados. 